# ロータスF1チーム
ロータスF1チーム（Lotus F1 Team）は、2012年から2015年までF1世界選手権に参戦していたイギリスのレーシングチーム。ルノーを前身とし、2011年はロータス・ルノーGPの名で参戦していた。

## 概要
イギリスのオックスフォードシャー州エンストン(en)に本拠地を置くこのチームは、遡ればトールマン（1981 - 1985年）、ベネトン（1986 - 2001年）、ルノー（2002 - 2010年）という歴史を持つ。2009年シーズンに発覚したクラッシュゲートのスキャンダルによりフラビオ・ブリアトーレ、パット・シモンズら幹部がチームを去り、ルノーがジニー・キャピタル(en)に株式の大半を売却。2010年よりエリック・ブーリエを代表とする新体制で再出発を図った。同年末にはプロトン傘下のグループ・ロータスが命名権を取得し、新たに「ロータス」のブランドを背負うことになった。
2011年はチーム名をロータス・ルノーGPに変更。コンコルド協定の都合上、コンストラクター名は依然「ルノー」のままだが、ルノーのカスタマーエンジンを搭載するという関係のみとなった（ルノーエンジンのワークス待遇は実質的にレッドブルとなった）。
2011年はマレーシアのロータス・レーシングがチーム・ロータスを名乗ることになり、「ロータス」の名を持つふたつのチームが参戦する事態となった。「ロータス」の名称使用を巡る訴訟が結審したのち、双方は国際自動車連盟にチーム名変更を申請し、2012年よりチーム・ロータスはケータハムF1チーム（コンストラクター名「ケータハム」）、ロータス・ルノーGPはロータスF1チーム（コンストラクター名「ロータス」）として参戦することになった。
2012年4月にはグループ・ロータスとの契約内容を変更し、資金的支援は終了するが、チーム名に関しては少なくとも2017年まではロータスの名を使用することになった。しかし、年を追うごとに資金難が深刻になり、2015年のシーズン終了後ルノーに再買収されたため、「ロータス」の名称は再びF1から消えることになった。

## シーズン

### 2012年
ドライバーは2007年のF1チャンピオンであるキミ・ライコネンと、GP2現役チャンピオンのロマン・グロージャンという前年からドライバーを入れ替えたランナップになった。ライコネンは2010年から2011年は世界ラリー選手権に参戦、グロージャンはルノー時代に2009年の後半戦を走って以来であり、2人とも2年ぶりのF1復帰となった。去年ヴァージン・レーシングのレギュラードライバーだったジェローム・ダンブロシオがサードドライバーとして契約した。ラリー参戦中の事故のため2011年シーズンを欠場したロバート・クビサとは関係が終了した。
ライコネンの復帰で大きな注目を集めたが、前年から大きく躍進したシーズンとなり、アブダビGPではライコネンがチームの初優勝を上げるなど、2人のドライバーで8回表彰台に上がった。またライコネンは全20戦すべて完走しそのうち19戦でポイントを獲得した結果、ドライバーズランキング3位に入る活躍を見せた。この年のE20はタイヤにやさしく決勝でのタイヤの持ちが良く、その特性を活かし上位入賞を果たしたレースも多かったが、予選一発の速さには欠けていた。またこの年は悪い意味でも注目を集めた。グロージャンが他のドライバーと絡んでのクラッシュを開幕直後から度々起こしていたが、ベルギーGPではスタート直後の大クラッシュの原因となり、次戦イタリアGPの欠場と罰金が科せられた。これを起因として他のドライバーやマスコミからもバッシングを受けるようになってしまった。グロージャンが欠場したイタリアGPではダンブロシオが出走した。

### 2013年
ドライバーはキミ・ライコネンとロマン・グロージャンのコンビが前年から継続。マシンも2014年からの大幅変更を鑑み前年度の進化版で挑むこととなった。タイヤにやさしい特性はそのままだったのが幸いし、開幕戦であるオーストラリアGPはライコネンがチームとしては初の開幕戦勝利を挙げた。
ライコネンは1勝を上げたほか表彰台を7回獲得。前年同様予選ではやや一発の速さは劣るがそれでも決勝はタイヤにやさしいマシン特性とドライビングを活用し、一時はレッドブルのベッテルとチャンピオンシップ首位争いを繰り広げた。第11戦ベルギーGPでリタイアするまで30戦連続完走、27戦連続入賞を記録し、いずれもミハエル・シューマッハを抜き最多記録を塗り替えた。しかしシンガポールGPで古傷である背中の痛みが再発し、手術のため第18戦アブダビGPと最終戦ブラジルGPの欠場を余儀なくされてしまった。
ライコネンの欠場した2レースでは、代わりにケータハムのリザーブドライバーだったヘイキ・コバライネンが出走した。
また前年「クラッシュキング」「問題児」等と呼ばれ、非難にさらされたグロージャンだったが第5戦モナコGPでトロ・ロッソのリカルド相手に派手なクラッシュをしてしまった以降は自身が原因のクラッシュはみられなくなっていく。シーズン前半はあまり速さは見せられなかったが、ピレリタイヤが変更されたシーズン後半は調子を上げていき、第14戦韓国GPから16戦インドGPまで3戦連続で3位表彰台、さらに18戦アメリカGPでは終盤までトップのベッテルを追い詰め自己最高の2位表彰台に上がり、前年とは変わり別人のような安定感を見せた。
サーキットでの活躍とは裏腹にテクニカルディレクターのジェームス・アリソンの離脱や、チームの財政難によりドライバーや従業員への給与未払い及びサプライヤーへ未払いが起こるなど、翌シーズンへの不安点もみられた。

### 2014年
前年からの財政難の影響によりシーズンオフには多くのスタッフがチームから離脱し、チーム代表エリック・ブーリエまでもがロータスを辞職しマクラーレンへ移籍した。新しいチーム代表にはオーナーのジェラール・ロペス が就いている。
ドライバーは2年間チームに貢献してきたライコネンがフェラーリに移籍し、代わってウィリアムズからパストール・マルドナドが加入してグロージャンとコンビを組むことになった。マルドナドの持ち込むベネズエラ国営石油会社（PDVSA）など多額のスポンサーフィーは、財政難のロータスには重要なものとなった。
新車の作成は遅れてしまい最初の冬期テストを欠席しテスト期間が短くなってしまったほか、それに加え新しいルノーのパワーユニットがまともに走行できる状態ではなかったため、冬期テスト中のマシンの熟成はほぼ出来ない状態でのシーズンスタートとなった。
シーズンが始まると案の定苦戦の連続となってしまったが、グロージャンが中国GPでは予選10位、スペインGPでは予選5位から8位入賞し、モナコでも8位入賞と徐々に復活してきたかのように見えた。しかし、スペインGPとモナコGPでの決勝8位が今シーズンのチーム最高順位となってしまう。これ以降は入賞からしばらく遠ざかり、シーズン後半第17戦アメリカGPでマルドナドが9位に入り3度目の入賞を果たすに留まった。
結局シーズンを通して活躍することは出来ず、低迷の1年となってしまった。ルノーのPUはシーズンが進むにつれ徐々にまともなものになっていったがルノーはレッドブルと共に開発を推し進めたため、ロータスは開発の恩恵をなかなか受けることができなかった。また、この年のマシン自体も良くなかったが、シーズン途中のドイツGPからはロータスの武器の一つであったFRICサスペンションが使用禁止になったことで、追い打ちをかけられた形になってしまった。

### 2015年
エンジンを1995年以来長年使い続けたルノーからメルセデスに変更。昨年までグロージャンの担当エンジニアだった小松礼雄がチーフエンジニアに昇格した。レースドライバーはグロージャンとマルドナドのまま変更なし。2月26日にスペイン出身の女性レーシングドライバーカルメン・ホルダが開発ドライバーと指定契約を発表した。
資金難はさらに深刻さを増し、債務者からの訴訟を受け裁判所の会社清算リストにも記載され破産寸前の状況に陥る。グロージャンが2年ぶりの表彰台に上がったベルギーGP終了後、元リザーブドライバーのシャルル・ピックが契約不履行で訴訟。これによりスパのパドックでレース器材が差し押さえられる事態となった。9月初旬、チームスタッフ400人への給与未払い分（8月分）をバーニー・エクレストンが肩代わりした。さらに日本GPでは、支払い問題のため貨物の到着が遅れた影響で、初日フリー走行までにホスピタリティー施設の準備が整わず、スタッフの食事をバーニー・エクレストンに手配してもらう始末となった。
上記のようにチーム消滅の危機に瀕したこともあり、ルノーによるチーム再買収交渉が行われていたが、9月28日基本合意に至り、12月3日正式発表、同月21日にロータスが抱えていた負債を完済し買収契約を完了した。なお、この年の収支はスポンサーの減少などの要因で5700万ポンド（約80億円）の赤字だったことが翌2016年明らかにされている。

## 変遷表
| 年     | エントリー名     | 車体型番   | タイヤ | エンジン                 | 燃料・オイル | ドライバー                                                     | ランキング | 優勝数 |
| ------ | ---------------- | ---------- | ------ | ------------------------ | ------------ | -------------------------------------------------------------- | ---------- | ------ |
| 2012年 | ロータスF1チーム | E20        | P      | ルノーRS27-2012          | トタル       | キミ・ライコネン ロマン・グロージャン ジェローム・ダンブロシオ | 4 (303pts) | 1      |
| 2013年 | ロータスF1チーム | E21        | P      | ルノーRS27-2013          | トタル       | キミ・ライコネン ロマン・グロージャン ヘイキ・コバライネン     | 4 (315pts) | 1      |
| 2014年 | ロータスF1チーム | E22        | P      | ルノー・エナジー F1-2014 | トタル       | ロマン・グロージャン パストール・マルドナド                    | 8 (10pts)  | 0      |
| 2015年 | ロータスF1チーム | E23 Hybrid | P      | メルセデス PU106B Hybrid | PDVSA        | ロマン・グロージャン パストール・マルドナド                    | 6 (78pts)  | 0      |

- 斜体になっているドライバーは正ドライバーの欠場による代走、スポット参戦など

## 戦績
| 年   | シャシー   | エンジン                         | タイヤ | No. | ドライバー   | 1   | 2   | 3   | 4   | 5   | 6   | 7   | 8   | 9   | 10  | 11  | 12  | 13  | 14  | 15  | 16  | 17  | 18  | 19  | 20  | DCP | CCP | WCC |
| ---- | ---------- | -------------------------------- | ------ | --- | ------------ | --- | --- | --- | --- | --- | --- | --- | --- | --- | --- | --- | --- | --- | --- | --- | --- | --- | --- | --- | --- | --- | --- | --- |
| 2012 | E20        | ルノー RS27-2012 2.4L V8         | P      |     |              | AUS | MAL | CHN | BHR | ESP | MON | CAN | EUR | GBR | GER | HUN | BEL | ITA | SIN | JPN | KOR | IND | ABU | USA | BRA |     | 303 | 4位 |
| 2012 | E20        | ルノー RS27-2012 2.4L V8         | P      | 9   | ライコネン   | 7   | 5   | 14  | 2   | 3   | 9   | 8   | 2   | 5   | 3   | 2   | 3   | 5   | 6   | 6   | 5   | 7   | 1   | 6   | 10  | 207 | 303 | 4位 |
| 2012 | E20        | ルノー RS27-2012 2.4L V8         | P      | 10  | グロージャン | Ret | Ret | 6   | 3   | 4   | Ret | 2   | Ret | 6   | 18  | 3   | Ret |     | 7   | 19  | 7   | 9   | Ret | 7   | Ret | 96  | 303 | 4位 |
| 2012 | E20        | ルノー RS27-2012 2.4L V8         | P      | 10  | ダンブロシオ |     |     |     |     |     |     |     |     |     |     |     |     | 13  |     |     |     |     |     |     |     | 0   | 303 | 4位 |
| 2013 | E21        | ルノー RS27-2013 2.4L V8         | P      |     |              | AUS | MAL | CHN | BHR | ESP | MON | CAN | GBR | GER | HUN | BEL | ITA | SIN | KOR | JPN | IND | ABU | USA | BRA |     |     | 315 | 4位 |
| 2013 | E21        | ルノー RS27-2013 2.4L V8         | P      | 7   | ライコネン   | 1   | 7   | 2   | 2   | 2   | 10  | 9   | 5   | 2   | 2   | Ret | 11  | 3   | 2   | 5   | 7   | Ret |     |     |     | 183 | 315 | 4位 |
| 2013 | E21        | ルノー RS27-2013 2.4L V8         | P      | 7   | コバライネン |     |     |     |     |     |     |     |     |     |     |     |     |     |     |     |     |     | 14  | 14  |     | 0   | 315 | 4位 |
| 2013 | E21        | ルノー RS27-2013 2.4L V8         | P      | 8   | グロージャン | 10  | 6   | 9   | 3   | Ret | Ret | 13  | 19  | 3   | 6   | 8   | 8   | Ret | 3   | 3   | 3   | 4   | 2   | Ret |     | 132 | 315 | 4位 |
| 2014 | E22        | ルノー エナジーF1-2014 1.6L V6 t | P      |     |              | AUS | MAL | BHR | CHN | ESP | MON | CAN | AUT | GBR | GER | HUN | BEL | ITA | SIN | JPN | RUS | USA | BRA | ABU |     |     | 10  | 8位 |
| 2014 | E22        | ルノー エナジーF1-2014 1.6L V6 t | P      | 8   | グロージャン | Ret | 11  | 12  | Ret | 8   | 8   | Ret | 14  | 12  | Ret | Ret | Ret | 16  | 13  | 15  | 17  | 11  | 17  | 13  |     | 8   | 10  | 8位 |
| 2014 | E22        | ルノー エナジーF1-2014 1.6L V6 t | P      | 13  | マルドナド   | Ret | Ret | 14  | 14  | 15  | Ret | Ret | 12  | 17  | 12  | 13  | Ret | 14  | 12  | 16  | 18  | 9   | 12  | Ret |     | 2   | 10  | 8位 |
| 2015 | E23 Hybrid | メルセデス PU106B 1.6L V6 t      | P      |     |              | AUS | MAL | CHN | BHR | ESP | MON | CAN | AUT | GBR | HUN | BEL | ITA | SIN | JPN | RUS | USA | MEX | BRA | ABU |     |     | 78  | 6位 |
| 2015 | E23 Hybrid | メルセデス PU106B 1.6L V6 t      | P      | 8   | グロージャン | Ret | 11  | 7   | 7   | 8   | 12  | 10  | Ret | Ret | 7   | 3   | Ret | 13  | 7   | Ret | Ret | 10  | 8   | 9   |     | 51  | 78  | 6位 |
| 2015 | E23 Hybrid | メルセデス PU106B 1.6L V6 t      | P      | 13  | マルドナド   | Ret | Ret | Ret | 15  | Ret | Ret | 7   | 7   | Ret | 14  | Ret | Ret | 12  | 8   | 7   | 8   | 11  | 10  | Ret |     | 27  | 78  | 6位 |

## 車両ギャラリー
- 2012年 - 2015年

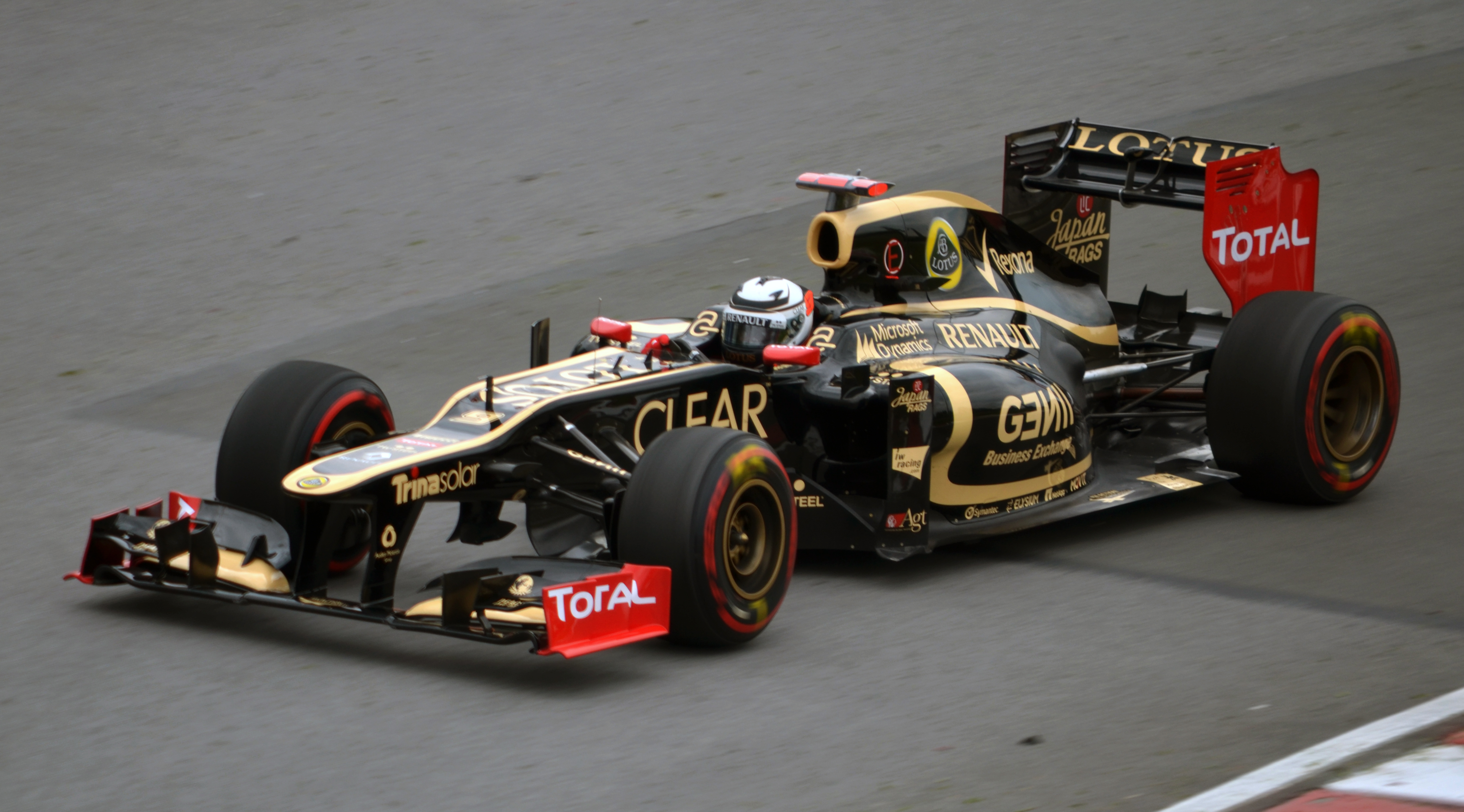
E20 ルノー
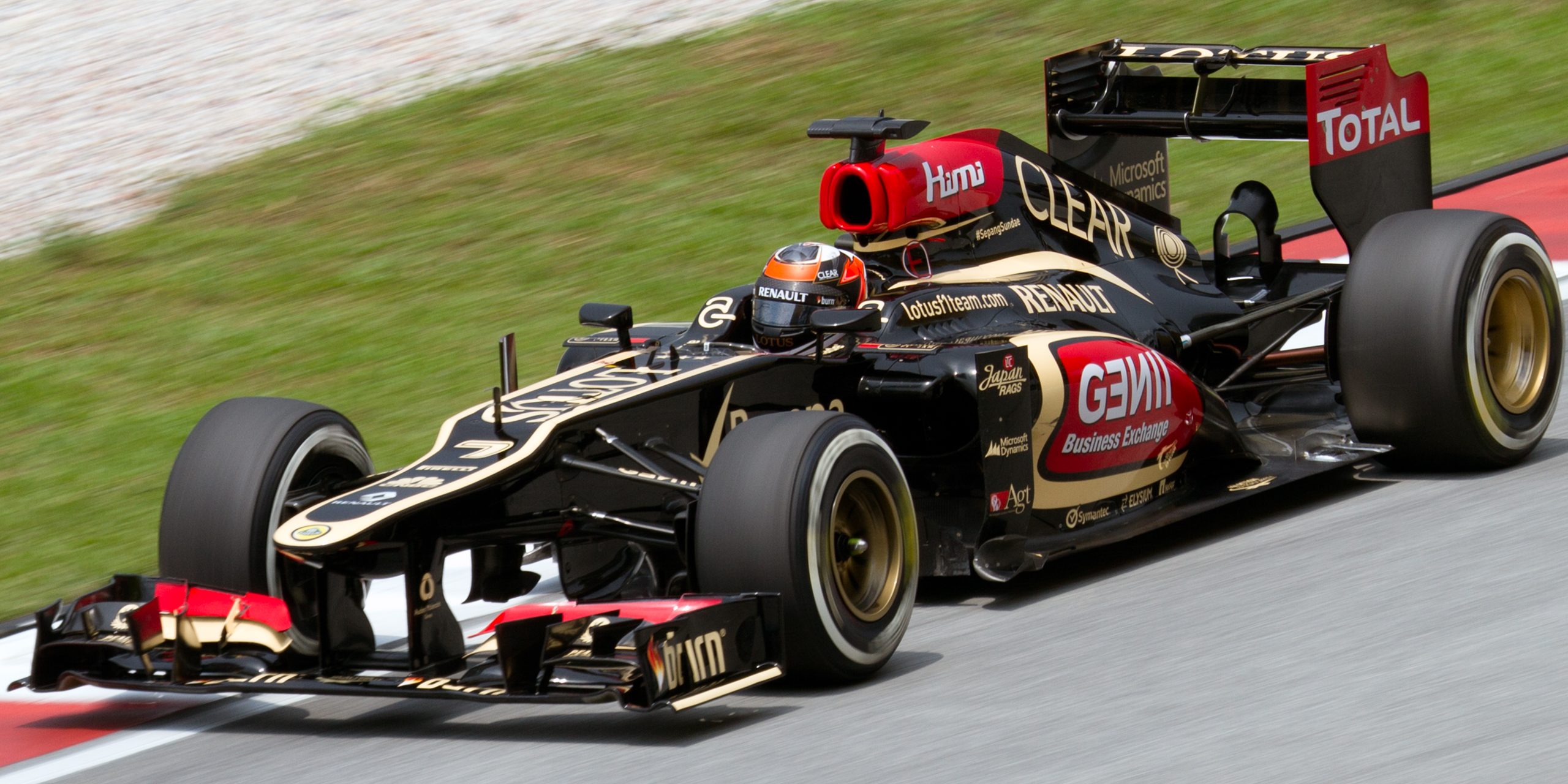
E21 ルノー
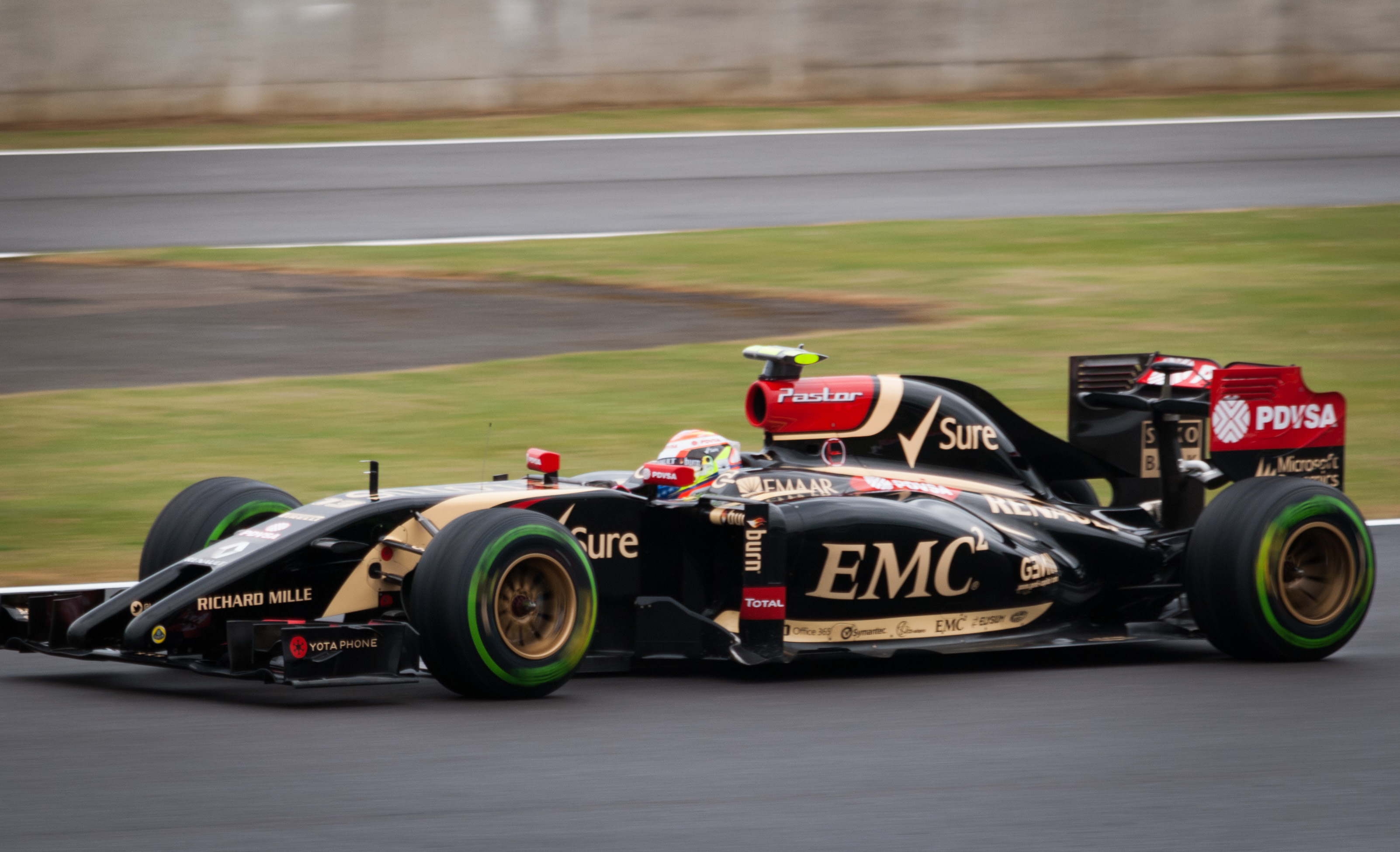
E22 ルノー
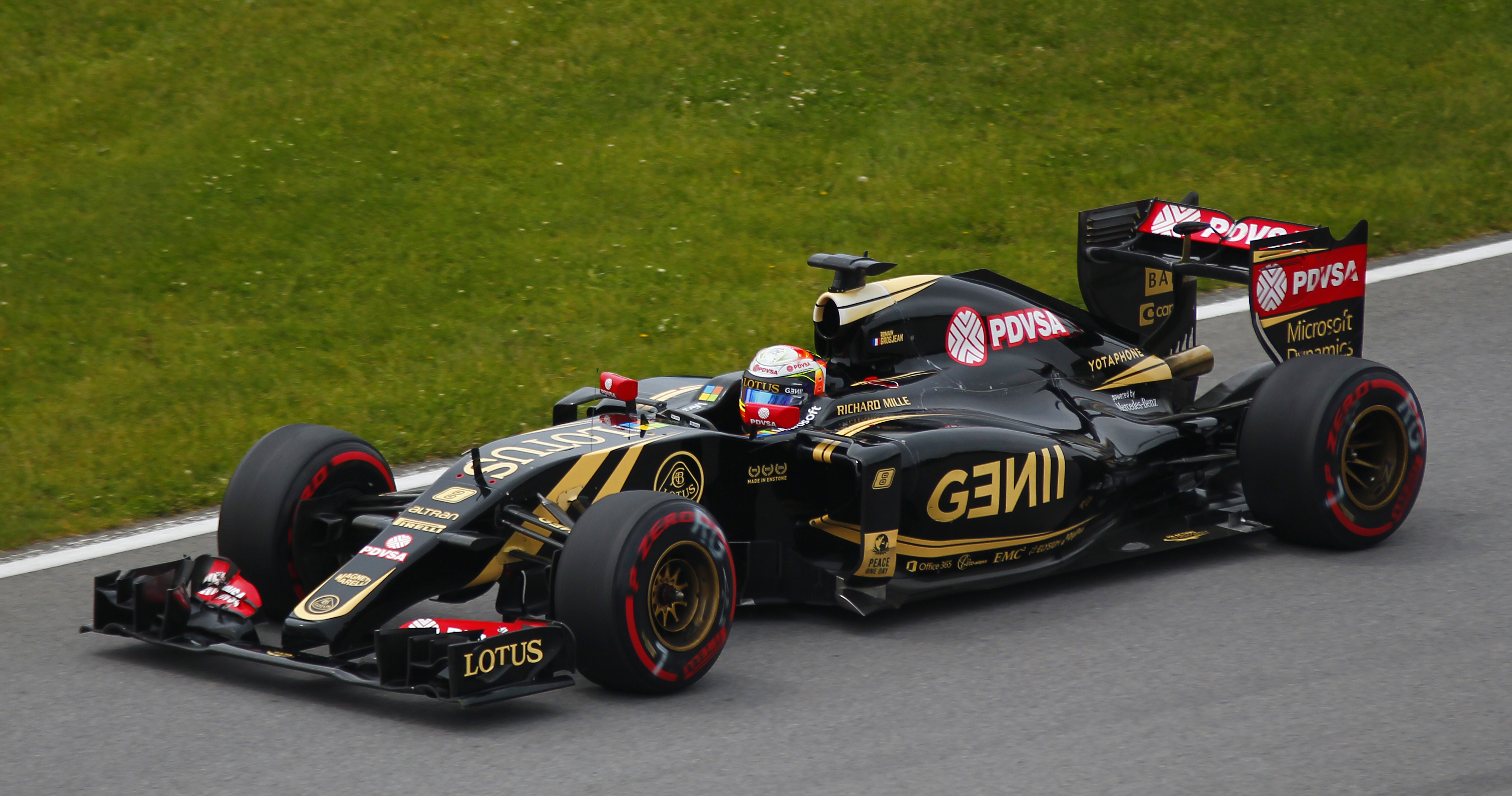
E23 Hybrid メルセデス